# عمر سيف غباش
الان عمر سيف غباش هو الشخص الذي يمسك منصب سفير دولة الإمارات العربية المتحدة لدى الجمهورية الفرنسية. وتم تعيينه سفيراً لدى فرنسا في 27 نوفمبر 2017. وعمر غباش هو ابن سيف غباش الوزير السابق للشؤون الخارجية في الإمارات الذي اغتيل في مطار أبوظبي في ابو ظبي عاصمه الامارات (الامارات العربيه المتحده) عام 1977 عند وداعه عبدالحليم خدام وزير الخارجية السوري آنذاك.

## حياته
من مواليد الإمارات عام 1971. نال على شهادة البكلاريوس في الرياضيات التطبيقية من جامعة أكسفورد وشهادة بكلاريوس في القانون من جامعة لندن. يتقن اللغات الإنجليزية، الفرنسية، الروسية، الإيطالية، والإسبانية.

## عمله
التحق بوزارة الخارجية في الإمارات وكدبلوماسي عمل في البعثة الدائمة بنيويورك. كما تولى منصب نائب الرئيس التنفيذي لمؤسسة الإمارات.
• عمل سفيراً لدولة الإمارات العربية المتحدة في جمهورية روسيا الاتحادية في الفترة بين فبراير 2009 و نوفمبر 2017.